# Maasouma Moubarak
Pour les articles homonymes, voir Moubarak (homonymie).
Maasouma Moubarak, née en 1947 au Koweït, est une universitaire et femme politique koweïtienne. En 2005, elle devient la première femme ministre de l'histoire du pays.

## Biographie
En 1971, Maasouma Moubarak se rend aux États-Unis pour faire des études supérieures. En 1976, elle obtient une maîtrise de l'université de North Texas, puis un doctorat de l'université de Denver. Depuis 1982, elle enseigne les sciences politiques à l'université du Koweït.
Elle s'investit pour les droits des femmes et écrit une chronique quotidienne pour le journal Al Anba. En 2002, elle recueille des signatures pour une pétition s'opposant à la ségrégation sexuelle et à la fin la mixité au Koweït.
Le 13 juin 2005, elle est nommée ministre de la Planification et ministre d'État chargée du Développement administratif au sein du cabinet dirigé par le Premier ministre Sabah Al Ahmed Al Sabah ; à ce titre, elle devient la première femme nommée ministre dans l'histoire du pays. De confession chiite, elle représente cette minorité religieuse au sein du gouvernement, après la démission de l'ancien ministre de la Communication Mohamed Abdallah Abou Al-Hassan, le 3 janvier 2005. Le 25 août 2007, elle quitte le poste de ministre de la Santé, à la suite d'un incendie dans un hôpital de Jahra qui a tué deux patients.
À l'issue des élections législatives koweïtiennes de 2009, elle fait partie des quatre premières femmes à devenir députées à l'Assemblée nationale.